# Daini no Sanmi
Daini no Sanmi (大弐三位?   ¿999? - ¿1082?) fue una poetisa japonesa que vivió a mediados de la era Heian. Su padre fue Fujiwara no Nobutaka y su madre fue Murasaki Shikibu. Su nombre de nacida fue Fujiwara no Kataiko o Fujiwara no Kenshi (藤原賢子?), también tuvo otros nombres como Tō no Sanmi (藤三位?), Echigo no Ben (越後弁?) o Ben no Me no To (弁乳母?).

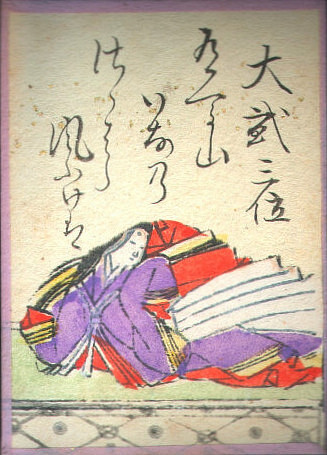
Daini no Sanmi, en el Hyakunin Isshu.

En 1017, sucedió a su madre como sirvienta de la Emperatriz Fujiwara no Shōshi, esposa del Emperador Ichijō, y tomó el nombre de Echigo no Ben, debido a que su abuelo era gobernador de la provincia de Echigo. En este periodo se relaciona con Fujiwara no Yorimune, Fujiwara no Sadayori y Minamoto no Asatō. Posteriormente contrae matrimonio con Fujiwara no Kanetaka, hijo del kanpaku Fujiwara no Michikane, y del cual tienen una hija. En 1025, se convirtió en ama de crianza del recién nacido Príncipe Chikahito (futuro Emperador Go-Reizei).
Hacia 1037 contrae un segundo matrimonio con Takashina Nariakira, y del cual tienen un hijo. En 1054 con el ascenso del Emperador Go-Reizei se hace la promoción del Ju-sanmi (従三位?) y Nariakira toma el cargo de éste con el título de Dazai Daini (大宰大弐?). Por este motivo, ella cambió su nombre de casada a Daini no Sanmi.
Participó en diversos concursos de waka en 1028, 1049, 1050 y 1078. Hizo una colección personal de poesía waka en el Daini no Sanmi-shū (大弐三位集?); también 37 de sus poemas están incluidos en la antología poética Goshūi Wakashū y adicionalmente está incluida en la lista antológica Hyakunin Isshu.